# Токо (Тексас)
Токо (енгл. Toco) град је у америчкој савезној држави Тексас. По попису становништва из 2010. у њему је живело 75 становника.

## Демографија
Према попису становништва из 2010. у граду је живело 75 становника, што је 14 (15,7%) становника мање него 2000. године.
| Група             | 2000.      | 2010.      |
| Белци             | 15 (16,9%) | 11 (14,7%) |
| Афроамериканци    | 68 (76,4%) | 54 (72,0%) |
| Азијати           | 0 (0,0%)   | 0 (0,0%)   |
| Хиспаноамериканци | 3 (3,4%)   | 7 (9,3%)   |
| Укупно            | 89         | 75         |